# Deutsche Geschichte in 100 Objekten
Deutsche Geschichte in 100 Objekten ist ein Sachbuch des Historikers Hermann Schäfer aus dem Jahr 2015, gedruckt beim Piper Verlag. Es behandelt die deutsche Geschichte von der Altsteinzeit bis in die Gegenwart. Hierbei erläutert der Autor in der Art von A History of the World in 100 Objects, deutsch Eine Geschichte der Welt in 100 Objekten, Neil MacGregors aus dem Jahr 2010 die Geschichte anhand von 100 Objekten aus Sammlungen von Museen.

## Liste der Objekte
| Nr. | Objekt                                                                 | Fundort, wenn nicht angegeben nicht verloren gegangen | Zeit                              | Kurzbeschreibung |
| --- | ---------------------------------------------------------------------- | ----------------------------------------------------- | --------------------------------- | --- |
| 1   | Speere von Schöningen                                                  | Schöningen                                            | 400.000 bis 300.000 v. Chr.       | Jagdspeere von Homo erectus |
| 2   | Himmelsscheibe von Nebra                                               | Nebra                                                 | 2.100 bis 1.700 v. Chr.           | Bronzene, goldbeschlagene Scheibe mit der Darstellung des Nachthimmels |
| 3   | Römische Gesichtsmaske                                                 | Oberesch                                              | spätestens 9                      | Gesichtsmaske eines römischen Soldaten, der an der Varusschlacht teilnahm |
| 4   | Neumagener Weinschiff                                                  | Neumagen                                              | 200                               | Grabstein eines wohlhabenden Bewohners des römischen Germaniens |
| 5   | Haithabu 1                                                             | Haithabu                                              | um 982                            | Wikingerschiff |
| 6   | Saufang                                                                | Köln                                                  | 7. bis 9. Jhdt.                   | mittelalterliche Glocke |
| 7   | Karlsthron in Aachen                                                   | Aachen                                                | spätestens 936                    | Krönungsthron deutscher Könige im Mittelalter |
| 8   | Trierer Marktkreuz                                                     | Trier                                                 | 10. Jhdt.                         | auf dem Trierer Marktplatz platziertes steinernes Kreuz |
| 9   | Reichskrone                                                            | Wien                                                  | 10. Jhdt.                         | Teil des Kronschatzes des Heiligen Römischen Reiches |
| 10  | Christussäule und Bernwardstür                                         | Hildesheim                                            | 993 bis 1022                      | Säule und Tor im Hildesheimer Dom |
| 11  | Nibelungenlied                                                         |                                                       | 1225 bis 1200                     | mittelalterliche Handschrift des Nibelungenlieds |
| 12  | Bamberger Reiter                                                       |                                                       | vor 1237                          | mittelalterliche Skulptur eines Ritters |
| 13  | Sachsenspiegel                                                         |                                                       | 1295 bis 1371                     | erste mittelalterliche deutschsprachige Gesetzessammlung |
| 14  | Kabäuschchen im Lübecker Heiligen-Geist-Hospital                       |                                                       | um 1820                           | mittelalterliches Hospital mit neueren Einbauten |
| 15  | Tennenbacher Güterbuch                                                 |                                                       | erste Hälfte des 13. Jahrhunderts | Besitzverzeichnis des Klosters Tennenbach |
| 16  | Schmiedefenster im Freiburger Münster                                  |                                                       | 1320 bis 1330                     | Buntglasfenster mit Darstellungen der Handwerkszünfte im Freiburger Münster |
| 17  | Goldene Bulle                                                          |                                                       | 1356                              | Verfassungsdokument des Heiligen Römischen Reiches Deutscher Nation |
| 18  | Bremer Kogge                                                           | Weser vor Rablinghausen                               | um 1380                           | Handelsschiff der mittelalterlichen Handelsvereinigung Hanse |
| 19  | Plattenrock                                                            | Burgstall Hirschstein                                 | 14. Jahrhundert                   | Soldaten- und Söldnerwesen vom Mittelalter bis in die heutige Zeit |
| 20  | Großes Siegel der Universität Heidelberg                               |                                                       | 1386                              | Gründung der Universitäten in Deutschland im Lauf der Zeit |
| 21  | Parlerzeichen auf der Parlerin                                         |                                                       | um 1390                           | Bau der gotischen Kathedralen |
| 22  | Gutenbergs bewegliche Lettern                                          |                                                       | zweite Hälfte des 15. Jhdts.      | Revolution in der Wissensverbreitung durch die Ermöglichung des Buchdrucks |
| 23  | Martin Behaims Erdapfel                                                |                                                       | 1492/1493                         | erster Globus der Geschichte |
| 24  | "Das Frauenbad" von Albrecht Dürer                                     |                                                       | 1496                              | Darstellung mehrerer nackter Frauen in einem Badehaus; Veränderungen des Rollenverständnisses der Geschlechter im Lauf der Zeit                                                                                        |
| 25  | Die "Markgrafentafel" von Hans Baldung Grien                           |                                                       | ca. 1510                          | Erbstreitigkeit im Lauf der Zeit |
| 26  | Das Reinheitsgebot                                                     |                                                       | 1516                              | Getränk Bier |
| 27  | In der "Goldenen Schreibstube"                                         |                                                       | um 1519                           | frühkapilatilstische Handelshäuser in der Renaissance |
| 28  | Werner Tübkes Panoramabild in Bad Frankenhausen                        |                                                       | 1983 bis 1987                     | Bauernkriege |
| 29  | Martin Luthers Biblia Deutsch                                          |                                                       | 1534                              | Zeit der Reformation |
| 30  | Augsburger Monatsbilder                                                |                                                       | um 1530                           | Stadtleben und -entwicklung im endenden Mittelalter und Renaissance |
| 31  | Zapfhähne aus der Schlacht bei Wittstock                               | Wittstock                                             | um 1636                           | Dreißigjähriger Krieg 1618 bis 1648 |
| 32  | Chanukka-Leuchter                                                      |                                                       | um 1681                           | Jüdisches Leben in Deutschland |
| 33  | Pestarztmaske                                                          |                                                       | um 1700                           | Krankheit Pest |
| 34  | Der "Tanzende Tod"                                                     |                                                       | um 1680                           | Einstellung zu Endlichkeit und Ewigkeit im Lauf der Zeit |
| 35  | Edikt von Potsdam                                                      |                                                       | 1685                              | Einwanderung französischer Hugenotten in Preußen |
| 36  | Balthasar Neumanns Instrumentum Architecturae                          |                                                       | 1713                              | Barocke Architektur |
| 37  | Tabakdose Friedrich des Großen                                         |                                                       | um 1755                           | Mirakel des Hauses Brandenburg, Mythos Friedrich der Große und Aufstieg Preußens zur Großmacht |
| 38  | Blitzableiter                                                          |                                                       | 1781                              | Aufklärung |
| 39  | Goethes "Freiheitsbaum"                                                |                                                       | 1792                              | Auswirkungen der Französischen Revolution in Deutschland |
| 40  | Oktoberedikt                                                           |                                                       | 1807                              | Preußische Reformen |
| 41  | Sammlung der Kinder- und Hausmärchen der Gebrüder Grimm                |                                                       | 1814                              | Epoche der Romantik |
| 42  | Skelett mit Kanonenkugel                                               | Leipzig                                               | 1813                              | Völkerschlacht bei Leipzig und Sichtweise im Lauf der Epochen |
| 43  | Beethovens "Neunte"                                                    |                                                       | 1824                              | Musikalisches Leitbild der Freiheit, Gleichheit und Brüderlichkeit im Lauf der Zeit |
| 44  | Grabstein Johann Gottfried Tullas                                      |                                                       | um 1828                           | Begradigung des Rheins |
| 45  | Hambacher Fahne                                                        |                                                       | 1832                              | Demokratisierungsversuche und deren Niederschlagung im Vormärz |
| 46  | "Gränzverlegenheiten"                                                  |                                                       | 1848                              | Vereinheitlichung des Binnenhandels durch den Deutschen Zollverein im 19. Jahrhundert |
| 47  | Adler                                                                  |                                                       | 1835                              | Eisenbahnbau und Industrialisierung |
| 48  | Erstdruck des "Deutschlandlieds"                                       |                                                       | 1841                              | Heutige Nationalhymne Deutschlands im Lauf der Zeit |
| 49  | Der Goldene Pflug                                                      |                                                       | 1841                              | Veränderungen in der Landwirtschaft im 19. Jahrhundert |
| 50  | Pickelhaube                                                            |                                                       | 1842                              | Deutscher Militarismus |
| 51  | Geburtsmatrikel von "Löb Strauß"                                       |                                                       | 1829                              | Auswanderung aus und nach Deutschland aus wirtschaftlichen Gründen und Umsiedlung aufgrund von Zwangsarbeit in den Weltkriegen                                                                                         |
| 52  | Das Kommunistische Manifest                                            |                                                       | 1848                              | Idee der kommunistischen Gesellschaftsordnung |
| 53  | "Zug der Volksvertreter" von Johannes Grützke                          |                                                       | 1989 bis 1990                     | Erster Versuch der Gründung eines deutschen demokratischen Nationalstaates mit der Paulskirchenversammlung |
| 54  | Dynamomaschine von Werner von Siemens                                  |                                                       | 1856                              | Beginn der Elektrifizierung und Elektroindustrie in der zweiten Hälfte des 19. Jahrhunderts |
| 55  | "Versailles" von Anton von Werner                                      |                                                       | 1885                              | Gründung des Kaiserreichs im Spiegelsaal von Versailles 1871 und spätere Betrachtung |
| 56  | Traditionsfahne der Sozialdemokratie                                   |                                                       | 1873                              | Beginn der Arbeiterbewegung und Sozialdemokratie in Deutschland |
| 57  | "Eisenwalzwerk" von Adolph Menzel                                      |                                                       | 1872                              | Industrialisierung und Kunst in dieser Zeit |
| 58  | Kaiserliche Botschaft vom 17. November 1881                            |                                                       | 17. November 1881                 | Beginn des deutschen Sozialstaats zur Bekämpfung der Arbeiterbewegung |
| 59  | Benz Patent-Motorwagen Nummer 1                                        |                                                       | 1886                              | Beginn des Individualverkehrs und der Automobilindustrie |
| 60  | Aspirin                                                                |                                                       | 1897                              | Aufschwung der Pharma- und Chemieindustrie in der zweiten Hälfte des 19. und zu Beginn des 20. Jahrhunderts |
| 61  | Bleistifte des "lachenden Pessimisten" Wilhelm Busch                   |                                                       | um 1905                           | Entwicklung illustrierter Geschichten und Comics |
| 62  | Sarotti-Mohr                                                           |                                                       | 1918                              | Kolonialpolitik im Deutschen Kaiserreich |
| 63  | MG 08/15                                                               |                                                       | um 1917                           | Erster Weltkriegs als technisierter und industrieller Krieg und Kriegsschuldfrage |
| 64  | "Der Krieg" – das Triptychon von Otto Dix                              |                                                       | 1928 bis 1932                     | Urkatastroph des Ersten Weltkriegs und Kriegsgräuel |
| 65  | Waffenstillstandswaggon von Compiègne                                  |                                                       | 1913                              | Waffenstillstand nach dem Ersten Weltkrieg 1918 und dem Westfeldzug 1940 |
| 66  | Scheidemann-Schallplatte                                               |                                                       | 1919                              | Ausrufung der Weimarer Republik am 9. November 1918 durch Philipp Scheidemann und Verbreitung der Schallplattentechnik                                                                                                 |
| 67  | "Frauen! – für die Wahl!"                                              |                                                       | 1919                              | Frauenemanzipation |
| 68  | Hitlers "Mein Kampf"                                                   |                                                       | 1925                              | Ideologie und Weltanschauung Nationalsozialismus und Geschichte des Buches "Mein Kampf" |
| 69  | Ein Buch, das den Flammen entging                                      |                                                       | 1918 und 1922                     | Bücherverbrennungen durch die Nationalsozialisten nach der Machtergreifung 1933 |
| 70  | Der "Judenstern"                                                       |                                                       | 1941                              | Antisemitismus, Rassenwahn und Holocaust sowie Massenmord an Sinti und Roma, Homosexuellen, Behinderten und anderen ausgegrenzten Minderheiten                                                                         |
| 71  | Der Volksempfänger                                                     |                                                       | 1933                              | Propaganda in Deutschland 1933 bis 1945 |
| 72  | Die Werkbank Georg Elsers                                              |                                                       | vor 1939                          | Widerstand gegen die Nationalsozialisten in Deutschland durch verschiedene Widerstandsgruppen am Beispiel Georg Elsners                                                                                                |
| 73  | Die ehemalige Guillotine der Münchner Justizvollzugsanstalt Stadelheim | Bayerisches Nationalmuseum                            | 1854                              | Staatliche Willkürhandlungen in Deutschland |
| 74  | Die sowjetische Fahne auf dem Reichstag                                |                                                       | bis 1945                          | Niederlage des nationalsozialistischen Deutschlands und Befreiung Europas am 8. Mai 1945, versinnbildlicht durch die sowjetische Einnahme Berlins                                                                      |
| 75  | Die Suchdienst-Kartei                                                  |                                                       | ab 1945                           | Suche nach vermissten Soldaten und auf der Flucht aus dem östlichen Europa vermissten Personen |
| 76  | Anklagebank der Angeklagten der Nürnberger Prozesse                    |                                                       | 1945                              | Juristische Aufarbeitung der Verbrechen des Nationalsozialismus und Kriegsverbrecherprozesse von Nürnberg, u. a. gegen Hermann Göring, Rudolf Heß und Fritz Sauckel                                                    |
| 77  | Carepaket und Westpäckchen                                             |                                                       | ab 1945                           | Unterstützung der westdeutschen Zivilbevölkerung in der unmittelbaren Nachkriegszeit und der ostdeutschen in der Zeit der deutschen Teilung durch die Organisation CARE und westdeutsche Bekannte und Erinnerung daran |
| 78  | Z 3 Zuse-Rechenmaschine                                                |                                                       | 19. September 1941                | Entwicklung zum modernen Computer vor dem Hintergrund des Zweiten Weltkriegs von Konrad Zuse |
| 79  | Besatzungsstatut                                                       |                                                       | 21. September 1949                | Gründung der Bundesrepublik Deutschland unter bestehender Besatzung durch die westlichen Siegermächte der Zweiten Weltkriegs                                                                                           |
| 80  | Ball der Fußball-Weltmeisterschaft von 1954                            | Deutsches Fußballmuseum                               | 1954                              | Gewinn der Fußball-Weltmeisterschaft und Stärkung des Selbstbewusstseins der BRD |
| 81  | Europaflagge                                                           |                                                       | 1955                              | Politische und ideelle Bewegung zu einem geeinten Europa über mehrere Entwicklungsschritte von de Paneuropa-Union Coudenhove-Kalegris zur EU                                                                           |
| 82  | Bundeswehr- und Nationale-Volksarmee-Helme                             |                                                       | 1950er Jahre                      | Gründung der Armeen der Bundesrepublik Deutschland und der Deutschen Demokratischen Republik |
| 83  | Antibabypillen Ovosiston und Anovlar                                   |                                                       | 1960er Jahre                      | Unterschiedliche familien- und frauenpolitische Maßnahmen in den beiden deutschen Staaten zur Zeit der deutschen Teilung                                                                                               |
| 84  | VW Käfer                                                               |                                                       | 1938                              | Geschichte eines der meistgebauten PKW vom KdF-Wagen über den militärischen Kübelwagen zum VW Käfer |
| 85  | Dem millionsten "Gastarbeiter" geschenktes Zweirad                     |                                                       | 1964                              | "Gastarbeiter" und Einwanderer in der BRD in den 1950er, 60er und 70er Jahren, vor allem aus den Ländern Südeuropas und Nordafrikas                                                                                    |
| 86  | Revolver eines GSG 9-Beamten                                           |                                                       | vor 1977                          | Terrorismus der RAF in der BRD und Verknüpfungen mit anderen Terrororganisationen sowie Kampf gegen die Organisationen im "Deutschen Herbst"                                                                           |
| 87  | Filmplakat der Fernsehserie "Holocaust"                                |                                                       | um 1979                           | Aufarbeitung der deutschen Kriegsverbrechen im Zweiten Weltkrieg |
| 88  | Versteckte Kamera eines Fotografen in Ost-Berlin                       |                                                       | um 1953                           | Volksaufstand in der DDR gegen das SED-Regime am 17. Juni 1953 |
| 89  | Geruchsproben der Staatssicherheit                                     |                                                       | vor 15. Januar 1990               | Überwachungsstaat in der DDR durch die Stasi |
| 90  | Kontrollkabine im Bahnhof Friedrichstraße                              |                                                       | 1970er Jahre                      | Grenze der DDR zur BRD im Kalten Krieg als Teil des "Eisernen Vorhangs" und Kontrollen an dieser Grenze |
| 91  | Raumanzug Sigmund Jähns                                                |                                                       | 1978                              | Weltraumflug des DDR-Bürgers Sigmund Jähns 1978 und PR-Bedeutung des Flugs |
| 92  | Ärmelaufnäher "Schwerter zu Pflugscharen"                              |                                                       | ab den 1970er Jahren              | Freie regimekritische Friedensbewegung in der DDR |
| 93  | Redezettel Günter Schabowskis                                          |                                                       | 9. November 1989                  | Fall der Berliner Mauer 1989 und zuvor aus der DDR Geflohene |
| 94  | MPlayer3 von Pontis                                                    |                                                       | 1997                              | Entwicklung mobiler digitaler Endgeräte wie MP3-Playern und Smartphones |
| 95  | Protestlogos                                                           |                                                       | ab etwa 1950                      | Größere Protestbewegungen in der BRD, etwa gegen die Wiederbewaffnung, Nutzung der Atomkraft und die internationale Finanzindustrie                                                                                    |
| 96  | Erste Patrize der D-Mark                                               |                                                       | 1948                              | Finanz- und Währungspolitik mit der Einführung von D-Mark in den Westzonen 1948 |
| 97  | Stuhl Papst Benedikt XVI. bei einer Messe am 24. September 2011        |                                                       | 2011                              | Geschichte und Kritik des ersten deutschen Papstes seit dem späten Mittelalter |
| 98  | Mobiltelefon Siemens S55 Angela Merkels                                |                                                       | 2006                              | NSA-Spionageskandal |
| 99  | Großspeicherbatterien                                                  |                                                       | 2014                              | Energiewende weg von Kernkraft und Kohle und Gas in Deutschland |
| 100 | Plakat "Dein Christus-ein Jude"                                        |                                                       | 1993                              | Heterogenität der deutschen Bevölkerung und starke Verbindungen Deutschlands mit den anderen Staaten |